# Суля (Татарстан)
 Суля — деревня в Сабинском районе Татарстана. Входит в состав Корсабашского сельского поселения.

## География
Находится в северо-западной части Татарстана на расстоянии приблизительно 14 км на северо-запад от районного центра поселка Богатые Сабы.

## История
Основана в первой половине XVII века. До 1930-х годов называлась деревня По ключу Мендюш. В начале XX века упоминалось о наличии здесь мечети и мектеба.
В «Списке населенных мест по сведениям 1859 года», изданном в 1866 году, населённый пункт упомянут как казённая деревня По ключу Мендюш 1-го стана Мамадышского уезда Казанской губернии. Располагалась при речке Миксень, по правую сторону почтового тракта из Мамадыша в Казань, в 100 верстах от уездного города Мамадыша и в 35 верстах от становой квартиры во владельческом селе Кукморе (Таишевский Завод). В деревне, в 30 дворах жили 205 человек (94 мужчины и 111 женщин), была мечеть.

## Население
Постоянных жителей было: в 1782 году — 36 душ мужского пола, в 1859—195, в 1897—359, в 1908—350, в 1920—362, в 1926—379, в 1938—397, в 1949—404, в 1970—206, в 1979—486, в 1989 — 82, 63 в 2002 году (татары 100 %), 53 в 2010.